# Gardon d’Alès
Der Gardon d’Alès ist ein Fluss in Frankreich, der in der Region Okzitanien verläuft. Er entspringt im Gemeindegebiet von Saint-Privat-de-Vallongue, entwässert generell in südöstlicher Richtung und mündet nach rund 61 Kilometern unterhalb von Vézénobres als linker Nebenfluss in den Gardon. Auf seinem Weg durchquert der Gardon d’Alès die Départements Lozère und Gard.

## Orte am Fluss
- Le Collet-de-Dèze
- Sainte-Cécile-d’Andorge
- La Grand-Combe
- Les Salles-du-Gardon
- Alès
- Saint-Christol-lez-Alès
- Vézénobres